# Susana Reyes
Susana Reyes (Quito, 1 de marzo de 1958) es una bailarina y coreógrafa ecuatoriana. Estudió en el Instituto Nacional de Danza del Ecuador. Sus actividades artísticas se inician en el ballet, pasando por la danza contemporánea y desde 1991 se interesa en la danza butō o butoh japonesa y más tarde mediante el estudio de la cosmovisión andina propone la danza butoh de los Andes, un estilo concebido por la autora como "un arte total, digno, humano y auténtico".

## Trayectoria
Susana Reyes incursionó en el arte de la danza desde el colegio 24 de mayo, en  1972. Su formación académica lo realizó en el Instituto Nacional de Danza, Escuela de Ballet de la Casa de la Cultura y la Compañía Nacional de Danza de Ecuador. y se especializó en México y Estados Unidos.  A inicios de la década de los años 80, integró el grupo de estudios con Klever Viera, Carlos Cornejo, Hugo Larrea y Wilson Pico, en donde su objetivo era trabajar una pauta crativa para el movimiento contemporáneo.
Respondiendo a una invitación viajó a Nueva York, la metrópoli de la danza contemporánea, y en 1984 actuó en el OFF Festival con obras de Quebradanza.
Años después, regresó a Ecuador para poner en escena la fusión de códigos de la Danza Butoh, originaria de Japón y la Cosmovisión Andina.
En el marco de los 74 años de la Casa de la Cultura Ecuatoriana, presentó la obra dancística con música en vivo “Aleluyah en Butoh”, siendo ella la protagonista junto a Moti Deren.